# Cleurie (Vosges)
Cleurie település Franciaországban, Vosges megyében. Lakosainak száma 648 fő (2022. január 1.). Cleurie Saint-Amé, Saint-Étienne-lès-Remiremont, Le Syndicat, Tendon, Le Tholy és La Forge községekkel határos.

## Népesség
A település népességének változása:
| Lakosok száma | 655  | 661  | 670  | 651  | 646  | 646  | 647  | 643  | 648  |
|               | 2013 | 2015 | 2016 | 2017 | 2018 | 2019 | 2020 | 2021 | 2022 |